# Florent Schmitt
Florent Schmitt (1870-1958) là nhà soạn nhạc, nhà sư phạm người Pháp.

## Tiểu sử
Florent Schmitt học âm nhạc tại Nhạc viện Paris với Gebriel Fauré và Jules Massenet. Schmitt dành Giải thưởng Rome, được sáng Ý tu nghiệm 3 năm. Từ năm 1921 đến năm 1924, Schmitt là giấm đốc Nhạc viện Lyon. Từ 1929-1939 Schmitt đã làm việc như một nhà phê bình âm nhạc cho Le Temps. Năm 1936, ông trở thành viện sĩ Viện Pháp quốc.

## Phong cách sáng tác
Sáng tác của Florent Schmitt gần gũi với phong cách ấn tượng, đồng thời chịu ảnh hưởng của âm nhạc lãng mạn Đức và âm nhạc Nga. Schmitt thiên về các tác phẩm có quy mô lớn.

## Sáng tác
Florent Schmitt đã sáng tác 138 tác phẩm, nổi bật có:
- Các tác phẩm cho dàn nhạc giao hưởng, trong đó có:

- Ký sự một chuyến đi (1903-1913)
- Giao hưởng thơ:

- Bi kịch của Salomé (1910)
- Antony và Cleopatra

- sáu bản épisode giao hưởng (1919-1920)
- Salammbô (1925)
- Các tác phẩm cho ca sĩ và dàn nhạc

- Các tác phẩm nhạc thính phòng
- Nhiều tiểu phẩm piano
- Ca khúc